# Аеропорт імені Султана-Абдул-Азіз-Шаха
Аеропорт Султан Абдул Азіз Шах або аеропорт Субанг (IATA: SZB, ICAO: WMSA) — аеропорт, що був головним в Малайзії і обслуговував Куала-Лумпур з 1965 по 1998 роки. З 1998 Куала-Лумпур обслуговує новий аеропорт, а цей аеропорт вважається другим та старим. Зараз звідси літають всередині (по Малайзії) і в найближчі країни: Індонезія, Таїланд, Камбоджа, В'єтнам та Гонконг. В 1996 аеропорт був перейменований на честь Салахуддіна Абдул Азіза Шаха Аль-Хаджа.